# Harmika

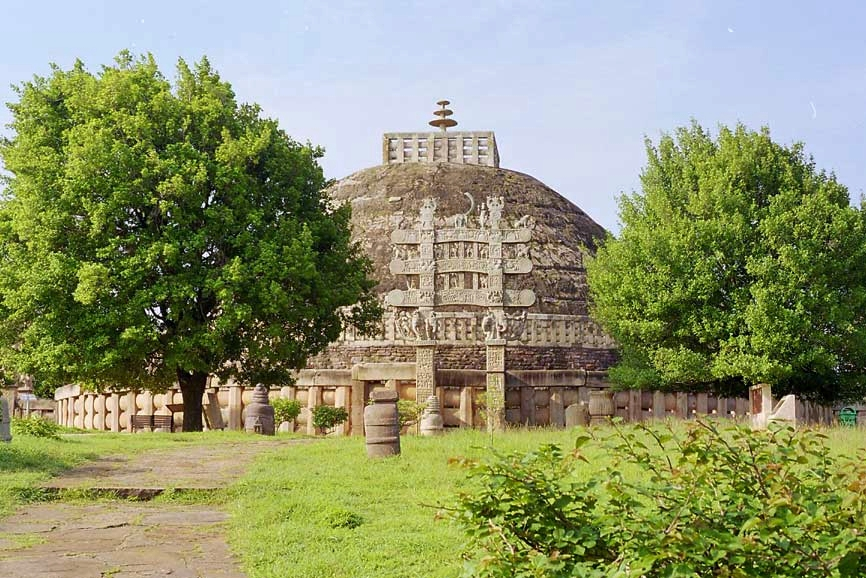
Harmika-Zaun auf dem 'Großen Stupa' von Sanchi

Mit dem Begriff Harmika wird ein zaunartiges oder würfelförmiges Gebilde auf buddhistischen Stupas bezeichnet, welches später auch eine geschlossene Kastenform annehmen konnte.

## Etymologie
Die Herkunft des Begriffs harmika ist letztlich unklar; die meisten Forscher bringen das Sanskrit-Wort hammiya (= „Haus“ oder „Pavillon“) ins Spiel, weil an einigen frühen harmikas noch kleine Blendfenster (chandrasalas) zu erkennen sind, die als Abbreviation für 'Haus' gedeutet werden können.

## Geschichte und Funktion
Auch wenn sich dergleichen Dinge nicht erhalten haben, steht zu vermuten, dass bereits vorbuddhistische Baumheiligtümer, Altäre, Schreine etc. mittels hölzernen oder geflochtenen Einzäunungen vor freilaufenden Tieren geschützt wurden. Überdies wurde auf diese Weise der sakrale Bereich vom weltlichen abgegrenzt. In Form von Steinzäunen (vedikas und harmikas) haben sich derartige Zäune an den Stupas von Sanchi noch erhalten.

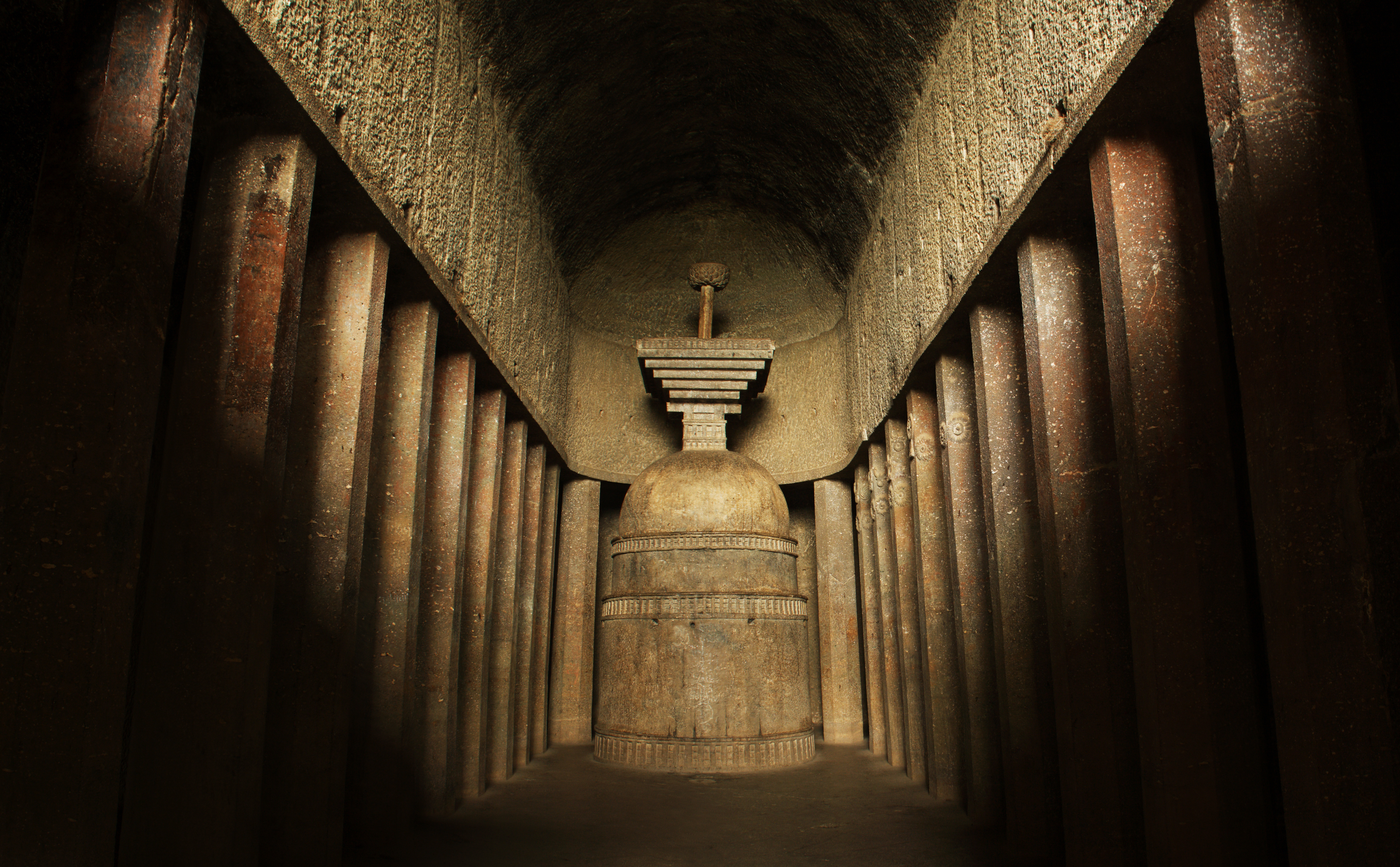
Stupa mit abgetrepptem harmika-Aufsatz und zentraler Stange (yasti)

Vom Bharhut-Stupa sind noch Teile der äußeren Umzäunung (vedika) erhalten; diese befinden sich heute im Indian Museum in Kalkutta.
Den Stupas wurde regelmäßig ein – auf einer zentralen Stange (yasti) ruhender – Schirm (chhatra) aufgesetzt, der von einer quadratischen harmika eingezäunt war. An den vielen innerhalb von Chaitya-Hallen befindlichen Stupas sowie bei den späteren nepalesischen Stupas von Bodnath und Swayambunath (Nepal) wurde daraus ein würfelförmiges – nach oben abgetrepptes und nach außen vorkragendes – Element, das die zentrale Stange umschließt und manchmal als Reliquienbehältnis gedeutet wird (vgl. auch Anuradhapura, Sri Lanka).

## Harmika bzw. Vedika als Dekormotiv

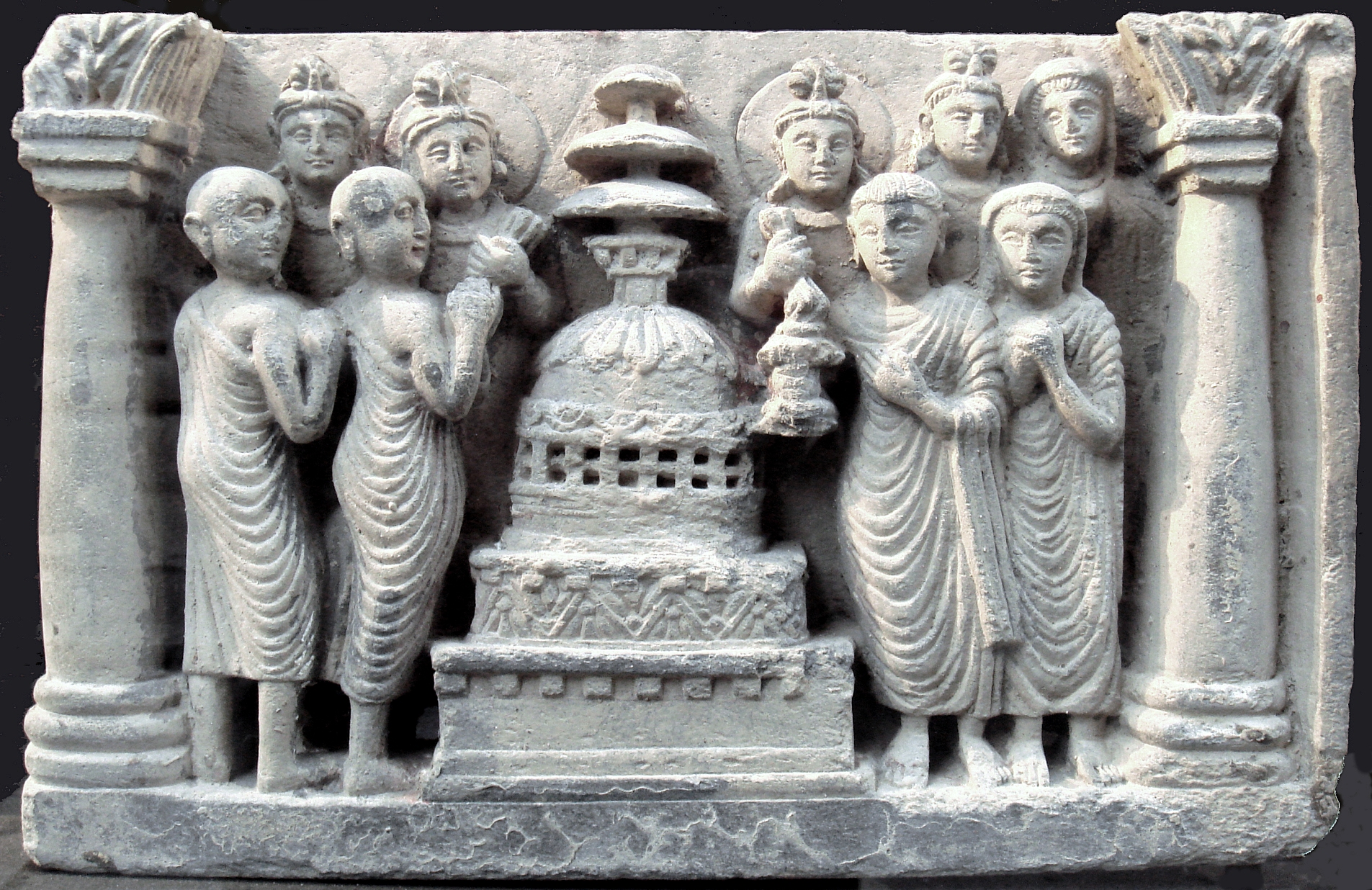
Stupa mit harmika-Dekor

Allmählich wurde aus den zaunförmigen harmikas und vedikas eine Art religiöses Ehren- oder Hoheitszeichen ohne jegliche praktische Bedeutung bzw. ein Dekormotiv, das sich in vielen buddhistischen Höhlenklöstern (Ajanta, Ellora, Karli, Bhaja, Bedsa, Nashik, Aurangabad) sowohl an den Stupas und Außenfassaden einiger Chaitya-Hallen als auch an den Wänden etlicher viharas findet.

## Symbolik
Mit zunehmender Intellektualisierung oder Esotherisierung des Buddhismus wurde der quadratische bzw. würfelförmige harmika-Aufsatz als 'Altar', 'Weltenbaum' oder als 'Einfassung der Weltachse' (axis mundi) gedeutet und/oder mit den Elementen 'Feuer' und 'Erde' gleichgesetzt.